# 中山身語正宗
中山身語正宗（なかやましんごしょうしゅう）は、日本の佐賀県三養基郡基山町に本部を置く真言宗系の新宗教である。なお身言正宗や光明念佛身語聖宗は、同じ創始者である木原覚恵の教えから分派した宗派教団である。

## 指導者
| 本名       | 教団での名前 | 教団での称号           | 教団での役職 | 備考                                                                                       |
| ---------- | ------------ | ---------------------- | ------------ | ------------------------------------------------------------------------------------------ |
| 木原松太郎 | 八坂覚恵     | 宗祖覚恵上人、宗祖上人 | 初代管長     | 教団の創設者                                                                               |
| 木原早太   | 八坂覚照     |                        | 第二世管長   | 教団の後継者。戦後、信教の自由が保障されると高野山真言宗より独立、中山身語正宗を設立した。 |
|            | 八坂隆憲     |                        | 第四世管長   |                                                                                            |
|            | 八坂親憲     |                        | 第五世管長   |                                                                                            |

## 所在地
中山身語正宗 大本山 瀧光徳寺

 日本佐賀県三養基郡基山町宮浦2200

## 教義・実践
宗祖覚恵上人が「根本大悲の親様」より授かったとされる「御座文」を本旨とし、瀧行や巡礼、念佛を行う。身語正行者はこれらの修行から「おじひ」（身に正しく如来の語）を感得し、それを通して衆生済度を行うとされる。また、第二世管長により制定された「おさづけ」を日常の行動規範とする。その他、先祖や水子の供養を重んじる点が特徴である。教団名の身語正とは三密（身・口・意）が一体となり、身に正しく如来の語（）を授かるということである。中山身語正宗の信心の要諦は「頼む一念」、すなわち、み佛に全てを任せきって安心を得ることに尽きるとされる。

## 沿革
- 1912年、木原覚恵が弘法大師の口を通し「おじひ」を授かったとして立教。
- 1913年、木原覚恵が高野山で得度し修行。
- 1916年、木原覚恵が八坂覚恵と改称。（身語正宗、光明念佛身語聖宗では木原覚恵のままである。）
- 1921年、教団が和歌山県にあった瀧福寺を佐賀県基山に移し「高野山真言宗 瀧光徳寺」と改称。
- 1933年、八坂覚照が初代管長となる。八坂覚恵は華厳宗所属の大日教会を併設。
- 1938年、教団が僧侶育成の講習会を開始。
- 1942年、八坂覚恵が72歳で死亡。
- 1946年、八坂覚照が高野山真言宗より独立し「中山身語正宗」を設立。
- 1954年、教団が大本堂を建立。
- 1981年、教団がアフリカ難民救済に500万円をユニセフに寄託。
- 1988年、教団がアフリカ難民救済の緊急援助として1000万円をユニセフに寄託。
- 1990年、八坂覚照が83歳で死亡。
- 1995年、八坂隆憲が第四世管長に就任。
- 2000年、教団が世界宗教者平和会議（WCRP）に正式加入。
- 2006年、公式ウェブサイトを開設。
- 2009年、教団がモンゴル自治区植林ツアーに参加。
- 2011年、八坂親憲が第五世管長にが就任。
- 2011年8月、熊本県玉名郡長洲町宮野の同宗玉名教会において、男性信者の子どもである中学2年生女子に対し、除霊を目的とし「滝行」と称して手足をベルトなどで縛った状態で顔に水を浴びせ続け、窒息死させた疑いで、父親と同宗僧侶が2011年9月、傷害致死容疑で警察に逮捕された[1]。この事件に対し、大本山で瀧光徳寺の内海憲志郎顧問は、「滝行のやり方のマニュアルはないが、手足を縛る様な事はなく、これまでに死傷者が出た事例はない」と明かしている。また、逮捕された僧侶は本山で修行したが、本山では手足を縛る様に指導しておらず、滝行には除霊の効果はないとも語った[2]。この事件により本件事件に関与した僧侶は僧籍抹消、玉名教会は解散となった。